# سيلايا (المكسيك)
سيلايا (بالإسبانية: Celaya) و هي مدينة من مدن المكسيك تقع في جنوب شرق ولاية غواناخواتو وتعتبر ثالث أكبر مدينة في الولاية بعدد سكانها البالغ 468469 ألف نسمة حسب تعداد سنة 2012م وتغطي المدينة مساحة 553 كلم مربع وتضم لهذه المدينة ضواحي صغيرة.

## المناخ
يظهر الجدول التالي التغييرات المناخية على مدار السنة لسيلايا:
| البيانات المناخية لـسيلايا              | البيانات المناخية لـسيلايا | البيانات المناخية لـسيلايا | البيانات المناخية لـسيلايا | البيانات المناخية لـسيلايا | البيانات المناخية لـسيلايا | البيانات المناخية لـسيلايا | البيانات المناخية لـسيلايا | البيانات المناخية لـسيلايا | البيانات المناخية لـسيلايا | البيانات المناخية لـسيلايا | البيانات المناخية لـسيلايا | البيانات المناخية لـسيلايا | البيانات المناخية لـسيلايا |
| الشهر                                   | يناير                      | فبراير                     | مارس                       | أبريل                      | مايو                       | يونيو                      | يوليو                      | أغسطس                      | سبتمبر                     | أكتوبر                     | نوفمبر                     | ديسمبر                     | المعدل السنوي              |
| --------------------------------------- | -------------------------- | -------------------------- | -------------------------- | -------------------------- | -------------------------- | -------------------------- | -------------------------- | -------------------------- | -------------------------- | -------------------------- | -------------------------- | -------------------------- | -------------------------- |
| الدرجة القصوى °م (°ف)                   | 36.0 (96.8)                | 33.0 (91.4)                | 39.0 (102.2)               | 39.0 (102.2)               | 38.5 (101.3)               | 38.0 (100.4)               | 33.5 (92.3)                | 33.0 (91.4)                | 33.0 (91.4)                | 34.0 (93.2)                | 35.0 (95.0)                | 34.0 (93.2)                | 39.0 (102.2)               |
| متوسط درجة الحرارة الكبرى °م (°ف)       | 24.7 (76.5)                | 26.1 (79.0)                | 28.5 (83.3)                | 30.2 (86.4)                | 31.3 (88.3)                | 29.4 (84.9)                | 27.3 (81.1)                | 27.4 (81.3)                | 27.1 (80.8)                | 26.7 (80.1)                | 26.5 (79.7)                | 25.3 (77.5)                | 27.5 (81.5)                |
| المتوسط اليومي °م (°ف)                  | 15.1 (59.2)                | 16.2 (61.2)                | 18.5 (65.3)                | 20.6 (69.1)                | 22.4 (72.3)                | 22.1 (71.8)                | 20.8 (69.4)                | 20.7 (69.3)                | 20.4 (68.7)                | 19.0 (66.2)                | 17.6 (63.7)                | 16.2 (61.2)                | 19.1 (66.4)                |
| متوسط درجة الحرارة الصغرى °م (°ف)       | 5.5 (41.9)                 | 6.4 (43.5)                 | 8.4 (47.1)                 | 11.0 (51.8)                | 13.6 (56.5)                | 14.9 (58.8)                | 14.3 (57.7)                | 14.0 (57.2)                | 13.6 (56.5)                | 11.4 (52.5)                | 8.7 (47.7)                 | 7.0 (44.6)                 | 10.7 (51.3)                |
| أدنى درجة حرارة °م (°ف)                 | −3.5 (25.7)                | −3.5 (25.7)                | −3.0 (26.6)                | 1.0 (33.8)                 | 6.0 (42.8)                 | 7.0 (44.6)                 | 8.5 (47.3)                 | 6.5 (43.7)                 | 3.0 (37.4)                 | 3.5 (38.3)                 | −1.5 (29.3)                | −3.5 (25.7)                | −3.5 (25.7)                |
| الهطول مم (إنش)                         | 12.5 (0.49)                | 5.7 (0.22)                 | 8.5 (0.33)                 | 14.6 (0.57)                | 31.0 (1.22)                | 97.5 (3.84)                | 140.6 (5.54)               | 120.7 (4.75)               | 94.3 (3.71)                | 36.3 (1.43)                | 14.5 (0.57)                | 8.8 (0.35)                 | 585.0 (23.03)              |
| متوسط أيام هطول الأمطار (≥ 0.1 mm)      | 2.2                        | 1.2                        | 1.5                        | 2.5                        | 5.3                        | 10.7                       | 13.8                       | 12.8                       | 9.8                        | 4.9                        | 2.2                        | 1.8                        | 68.7                       |
| المصدر: Servicio Meteorologico Nacional |                            |                            |                            |                            |                            |                            |                            |                            |                            |                            |                            |                            |                            |

## مدن شقيقة
- كاربورو كارولاينا الشمالية الولايات المتحدة
- تشابل هيل، كارولاينا الشمالية الولايات المتحدة
- غيرنايكا-لومو إسبانيا
- أواخاكا المكسيك
- توستلا غوتييرز المكسيك

## أعلام
- أوكتافيو أوكامبو
- خوسيه ماريا هرنانديز غونزاليس
- خوسيه خوان فاسكويز
- راؤول غوميز راميريز
- إريك ديل كاستيو
- خوسيه لويس غونزالز دافيلا
- موريسيو أوشمان